# Santa Marina de Incio
Incio (llamada oficialmente Santa Mariña do Incio) es una parroquia española del municipio de Incio, en la provincia de Lugo, Galicia.

## Otras denominaciones
La parroquia también es conocida por los nombres de Santa Marina de Incio y Santa Mariña de Incio.

## Límites
Limita con las parroquias de Foilebar al norte, Trascastro al este y sur, y Hospital y Toldaos al oeste.

## Organización territorial
La parroquia está formada por nueve entidades de población, constando seis de ellas en el nomenclátor del Instituto Nacional de Estadística español:

### Entidades de población
Entidades de población que forman parte de la parroquia:
- O Escairo
- Lama (A Lama)
- O Lugar de Abaixo
- Martín
- Montemeán
- Río

### Despoblados
Despoblados que forman parte de la parroquia:
- Fontes
- Pereiro (O Pereiro)
- Santa Mariña

## Demografía
| Gráfica de evolución demográfica de Incio entre 2000 y 2020 |
|                                                             |
| Datos según el nomenclátor publicado por el INE.            |